# Fargezja szorstka
Fargezja szorstka (Fargesia scabrida Yi) – gatunek bambusa z rodziny wiechlinowatych (traw). Naturalnie występuje w chińskich górach na terenach prowincji Syczuan i Gansu na wysokości od 1500 do 2500 m n.p.m. Stanowi składnik diety pandy wielkiej.

## Morfologia
Na stanowiskach naturalnych osiąga wysokość 1,8–3,5(6) m, przy średnicy pędów 5–10(15) mm.